# Nehemitropia lividipennis
Nehemitropia lividipennis Mannerheim, 1830 è un coleottero appartenente alla famiglia Staphylinidae.

## Distribuzione
La specie è pressoché cosmopolita: in Asia orientale è stata reperita in Corea del Nord, in Cina (Pechino, Gansu, Guizhou, Hebei, Henan, Yunnan e Zhejiang) e in Giappone. 
Di seguito gli esemplari esaminati nel 2017:
1. dieci esemplari sui quali vi era la seguente scritta: "sordida Marsh. Europ. Berol., 5489, lividipennis Er. Oxypoda L.than. livida soj”.
2. quattro esemplari rinvenuti nei pressi della città di Pyeongyang, nella provincia del P'yŏngan Meridionale, in Corea del Nord il 16 maggio 1974[1].

## Caratteristiche
In questa specie la linea mediana della pubescenza pronotale è diretta anteriormente dalla metà apicale all'apice, ed è diretta posteriormente dalla base alla metà basale, carattere che la distingue dalla N. milu Likovský, 1977, presente in Cina, Corea e Giappone.

## Tassonomia
Al 2021 non sono note sottospecie e dal 2017 non sono stati esaminati nuovi esemplari.